# Mascha Vang
Mascha Marianne Vang  (døbt Marianne Vang Christensen, født 31. juli 1979 i Byrsted) er en dansk blogger, tv-personlighed, model og realitystjerne.

## Opvækst
Hun er født og opvokset i Byrsted i Himmerland, 20 km syd for Aalborg. Hendes far var vognmand og kørte med foder, og hendes mor var hjemmegående. Hun hed oprindeligt Marianne, efter hendes fars ønske, mens moderen foretrak Mascha. Selv foretrækker hun Mascha og har brugt navnet officielt. Hun blev uddannet kosmetolog i Aalborg, makeupartist i Kolding, arbejdede i tøjbutik i Odense, stod i lære hos Bahne i Næstved og har været et halvt år på frisørskole.

## Medie-karriere
Hun startede sin karriere i realityshowet Villa Medusa i år 2000, hvor deltagerne, som alle var uden penge på lommen, skulle finde arbejde i et turistområde for at få til husleje og husholdning. Villa Medusa var forgænger for Big Brother. Hendes helt store gennembrud kom i 2005, hvor hun deltog i Paradise Hotel, hvilket medførte at hun fik tilnavnet den "barmfagre blondine". I 2008 medvirkede hun i Zulu Djævleræs, hvor hun var på hold med Simon Talbot, og de gik videre til semifinalen og senere til finalen. Herudover var hun deltager i DR's program Høvdingebold, som høvding for "Coverbabes". I 2010 medvirkede hun i 4-stjerners Middag og Fangerne på Fortet. I 2011 deltog hun sammen med Pelle Hvenegaard og Karsten Green i Zulu Gumball. Hun har deltaget i Masterchef og Dit hjem i vores hænder.
Mascha Vang har været radiovært på DR's DAB kanal P5000 og har tidligere været vært på The Voice TV. Hun har lavet adskillige fotosessions til det månedlige mandemagasin FHM, og har sammen med Kira Eggers og Anne Lindfjeld også haft en sexbrevkasse i magasinet.
Hun er direktør i blognetværket Blogly.
I 2013 var hun den mest søgte danske person på Google,
og en opgørelse fra 2016 satte hende i top fem over danske modebloggere.

## Privat
Sammen med racekøreren Nicolas Kiesa har hun datteren Hollie Nolia, der er født den 5. oktober 2012.
Den 12. januar 2014 blev hun og Kira Eggers slået ned på Casper Christensens natklub, Sunday Club, af en mand, som ifølge ugebladet Her & Nu er en ven af fodboldspilleren Nicki Bille. På hendes Facebook-side meldte Kira Eggers, at hun efter en nat på Rigshospitalets Traumecenter er okay efter omstændighederne.
I 2014 og 2015 var hun kæreste med komikeren Andreas Bo.
Hun blev i august 2022 gift med jagerpiloten Troels Krohn Dehli.